# Hertogdom Pommeren

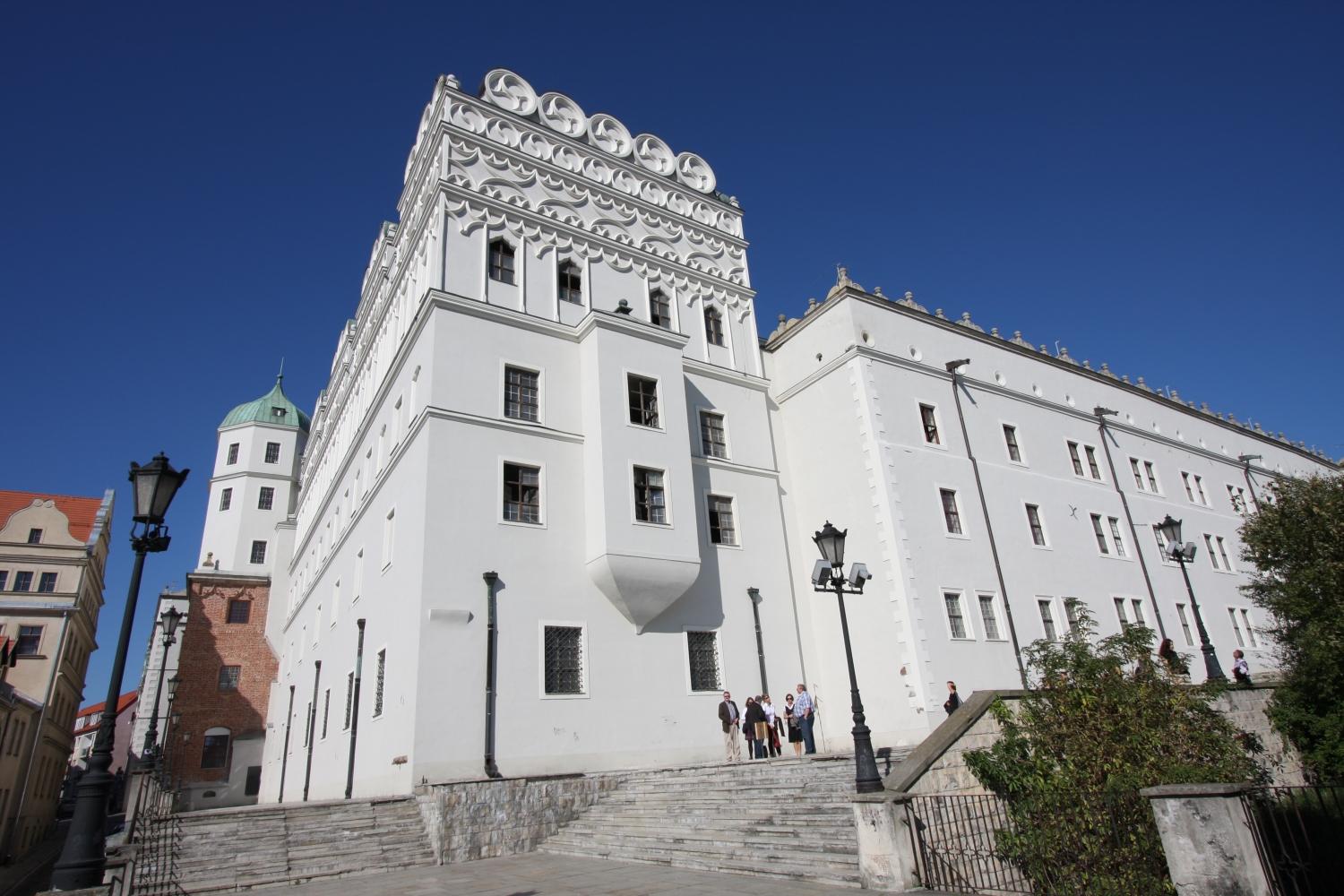
Slot van Stettin

Het hertogdom Pommeren (Pools: Księstwo Pomorskie) was een hertogdom dat aan het einde van de middeleeuwen, samen met Brandenburg en Saksen, tot de Opper-Saksische Kreits van het Heilige Roomse Rijk behoorde. 

## Pommeren tot 1478

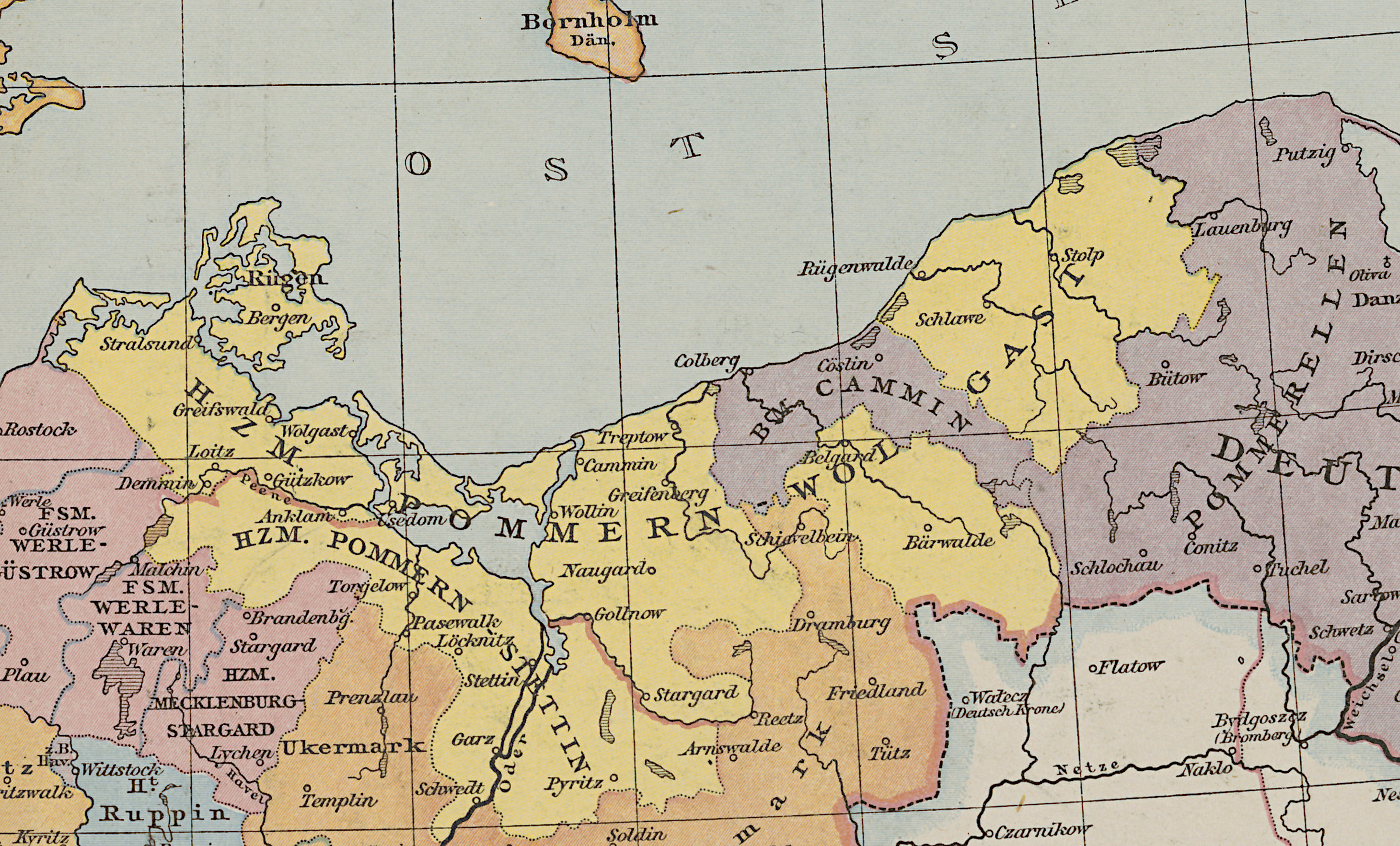
Pommeren omstreeks 1400, verdeeld tussen P.-Wolgast en P.-Stettin

Pommeren werd tot de 6de eeuw n.C. bewoond door de Germaanse Rugiërs ten oosten en de Sueben ten westen van de Oder. Na hun vertrek werd hun plaats rond het midden van de 6de eeuw ingenomen door Slavische stammen uit het huidige Midden-Polen. Ten westen van de Oder kwamen de vier stammen van de Wiltzen (ook wel: Liutizen) wonen. Ten oosten van deze rivier vestigden zich de Pomoranen (= "zij die bij de zee wonen"). Zij zijn niet de directe voorvaderen van de Polen die er nu wonen, maar gingen op in de Duitsers die er later kwamen. In de 8ste eeuw vestigden zij zich in handelsplaatsen aan de kust.
Een geslacht van Pommerse vorsten, Greifen genaamd, wist het gezag van de stamhoofden in dit gebied naar zich toe te trekken, maar kon zich alleen handhaven door het te verdelen in drie hertogdommen. De Poolse koning Mieszko I, veroverde Pommeren in 1060 en maakte de hertogen tot zijn leenmannen. Maar het Poolse koningsgezag duurde slechts een eeuw. Tussen 1124 en 1147 werd de bevolking op verzoek van de Poolse koning en van de Pommerse hertogen met geweld gekerstend door bisschop Adalbert van Bamberg en daarna nam de invloed van Duitse vorsten steeds meer toe. In 1174 werd het bisdom Cammin opgericht.
Om zijn eigen gezag te kunnen handhaven besloot Bogislav I, hertog van het westelijke hertogdom, in 1181 leenman van de Duitse keizer te worden en zo diens bescherming te verwerven. Pommeren werd daarmee deel van het Heilig Roomse Rijk (ook: Rooms-Duitse Rijk) en de Pommerse hertogen waren sindsdien Duitse vorsten. Opnieuw werd Pommeren verdeeld in drie deelhertogdommen: Pommeren-Stettin, Pommeren-Demmin en Pommeren-Wolgast. Het oostelijke hertogdom, wel aangeduid als Pommeren-Danzig of Pommerellen, kwam in de machtssfeer van de Duitse Orde, die het gebied in 1308 kocht. De hertogen trokken in de dertiende eeuw kolonisten aan uit het Duitse Rijk, en dan voornamelijk uit het noordelijk deel, van Vlaanderen tot Mecklenburg. Zij verwachtten, dat deze immigranten met hun vooruitstrevende landbouwmethoden meer grond tot ontginning konden brengen en een navenant hogere productie zouden behalen, wat uiteraard meer inkomsten zou opleveren, in de eerste plaats voor de hertogelijke schatkist. De kolonisten kregen uitgebreide privileges zoals persoonlijke bezitsrechten op grond, die bovendien een aantal jaren vrij van belastingheffing zou blijven, en een eigen rechtspraak. Zij vestigden zich in aparte dorpen (zie ook: Rundling) naast de dorpen van de Slavische bevolking.  Om de handel tot bloei te brengen werd daarnaast de oprichting van steden onder een autonoom, zogenaamd Duits, stadsrecht gestimuleerd. De grotere steden zouden zich bij het Hanzeverbond aansluiten. De Slavische bevolking bleef in een toestand van horige afhankelijkheid en was uitgesloten van burgerrecht in de steden. Pas na enkele eeuwen zou dit verschil verdwijnen toen beide bevolkingsgroepen grotendeels in elkaar waren opgegaan. Alleen in de oostelijkste delen van Pommeren zou tot in de 19de eeuw nog een deel van de plattelandsbevolking een Slavisch dialect blijven spreken. Inmiddels was de aanvankelijke bloei weer teloorgegaan en waren ook de, eerst vrije, Duitse boeren in een toenemende afhankelijkheid geraakt van de grootgrondbezittende adel.
Op 21 januari 1466 werd een erfverdrag gesloten met Brandenburg, waardoor na het uitsterven van de dynastie de keurvorsten van Brandenburg in het hertogdom zouden opvolgen. In 1637 was dat zover.

## Pommeren van 1478 tot 1618
In 1478 waren alle gebieden van Pommeren weer herenigd onder hertog Bogislaw X. Hij was de belangrijkste hertog in de Pommerse geschiedenis. In 1493 werd het land bevrijd van de leenhuldiging aan het keurvorstendom Brandenburg, waardoor het hertogdom totaal rijksvrij werd. In 1530 beleende de keizer de beide hertogen met Pommeren als rijksleen. Zij voerden in 1534 de reformatie in.
De lutherse hervorming werd in 1534 door de hertog ingevoerd en de kerkhervormer Johann Bugenhagen vertaalde daartoe de Bijbel in de volkstaal, het Nederduits (Plattdeutsch), waaruit blijkt dat het Pommerse Slavisch toen was uitgestorven. Toch bleef die laatste taal in de oostelijke en afgelegen streken van Achter-Pommeren tot halverwege de negentiende eeuw in gebruik. Dit Slavische Pommers was verwant aan het Kasjoebisch, dat tot op de dag van vandaag in oostelijker streken is blijven bestaan.
De eenheid duurde niet lang, want na de dood van Bogislaw X in 1523 deelden zijn nakomelingen in 1541 het gebied.
- Filips I (zoon van Georg I) kreeg Wolgast (Voor-Pommeren)
- Barnim IX (broer van Georg I) kreeg Stettin (Achter-Pommeren)

In tegenstelling met de vroegere delingen was dit geen deling in een noordelijk en een zuidelijk deel, maar in een oostelijk en een westelijk deel.
Barnim IX deed in 1569 afstand van zijn hertogdom, waarna de vier zoons van de in 1560 overleden hertog Philips I een nieuwe deling uitvoerden:
- Johan Frederik kreeg Stettin (uitgestorven in 1600)
- Bogislaw XIII kreeg Barth (uitgestorven in 1637)
- Ernst Lodewijk kreeg Wolgast (uitgestorven in 1625)
- Barnim X kreeg Rügenwalde (uitgestorven in 1603)

Na het uitsterven van Pommeren-Stettin in 1600, werd dit gebied eerst verenigd met Pommeren-Rügenwalde. Na het uitsterven van Rügenwalde in 1603 kwam Stettin aan Pommeren-Barth. Na het uitsterven van Pommeren-Wolgast in 1625 was het hele gebied weer herenigd onder Bogislav XIV. Op verzoek van de standen bleef er een apart bestuur voor Pommeren-Wolgast bestaan.

## Pommeren van 1618 tot 1815
Tijdens de Dertigjarige Oorlog moest de lutherse hertog zich in 1627 overgeven aan de roomse keizer. Deze beleende vervolgens in 1629 zijn veldheer Wallenstein met het hertogdom. De Zweedse koning, beschermheer van de lutherse partij in deze godsdienstoorlog, landde met zijn leger in 1630 in Pommeren, en verdreef er de keizerlijke troepen zodat de hertog kon terugkeren. Nadat hertog Bogislaw XIV een beroerte had gekregen, werd er een regentschap van negen personen gevormd om de regering na het overlijden van de hertog over te nemen. Op 10 maart 1637 overleed de hertog als laatste van de dynastie.
De raad nam de regering over, maar trad al in 1638 af omdat zij niet in staat was iets te betekenen te midden van de oorlogshandelingen. De keizer had inmiddels in 1635 de keurvorst van Brandenburg met het hertogdom beleend, maar door de Zweedse bezetting kon ook hij geen regeringsmacht uitoefenen. De strijd om Pommeren kreeg Europese dimensies en uiteindelijk waren Nederland, Frankrijk, Denemarken en Polen bij de kwestie betrokken.
In artikel 10 van de Vrede van Osnabrück van 1648 werd het inmiddels zwaar geteisterde - de helft van de bevolking was in de oorlog omgekomen - hertogdom verdeeld.
- In paragraaf 2 werden aan Zweden toegekend:

1. Voor-Pommeren binnen de grenzen zoals deze golden onder de laatste hertog.
2. Van Achter-Pommeren: de plaatsen Stettin (Szczecin, in het vervolg worden de na 1945 in het aan Polen toegewezen deel van Pommeren ingevoerde Poolse benamingen tussen haakjes toegevoegd), Garz, Damm (Dąbie), Gollnow (Goleniów) en het eiland Wollin (Wolin) inclusief het Oderhaf (Zalew Szczeciński) en de drie mondingen van de Peenestrom, de Swine en de Dievenow.

- In paragraaf 3 werd vastgelegd dat deze delen van het hertogdom Pommeren en het vorstendom Rügen voor altijd als (Duits) rijksleen aan de koning van Zweden zullen behoren.
- In paragraaf 5 deed Brandenburg afstand van zijn rechten in het Zweedse deel van Pommeren.
- In artikel 11 paragraaf 1 kreeg Brandenburg als vergoeding voor het verlies van het betreffende deel van Pommeren het hertogdom Maagdenburg en het vorstendom Halberstadt toegewezen.

Verder was er in 1637 een klein deel van Pommeren in het uiterste oosten aan Polen gekomen, namelijk het gebied rondom de steden Lauenburg (Lębork) en Bütow (Bytów). Daarbij werd de autonomie in zoverre gegarandeerd dat de bevolking luthers mocht blijven.
Met de bijzetting van de laatste hertog in 1654 (17 jaar na zijn dood) werd de zelfstandigheid van het land ook symbolisch beëindigd.
Brandenburg wist, gebruik makend van de Zweeds-Poolse successieoorlog, in 1657 Lauenburg en Bütow weer met Pommeren te herenigen. Verder slaagde Brandenburg erin het stadje Draheim (Drawsko Pomorskie) en omgeving van Polen te panden.
In de oorlog die in 1672 tussen Frankrijk en Nederland uitbrak, stond Zweden aan de Franse kant en Brandenburg aan de Nederlandse. Brandenburg wist heel Zweeds-Pommeren te veroveren, maar moest het grotendeels ontruimen na de Vrede van St. Germain van 1679. Alleen het Zweedse gebied op de oostelijke oever van de Oder (maar zonder Damm (Dąbie) en Gollnow (Goleniów)) kwam nu aan Brandenburg.
De Noordse Oorlog van Polen, Rusland en Denemarken tegen Zweden was een volgende kans voor Brandenburg om zijn aandeel te vergroten. In de Vrede van Stockholm van 1719 kreeg Brandenburg het Zweedse deel van Voor-Pommeren tot aan de Peene tegen betaling van 2 miljoen daalders. Tot deze uitbreiding behoorden ook de eilanden Wollin en Usedom en de stad Stettin.
Het Brandenburgse bestuur verhuisde naar Stettin en het Zweedse bestuur naar Stralsund en Greifswald.
In 1814 sloten Zweden en Denemarken de vrede van Kiel. Hierin werd afgesproken dat Denemarken zijn koninkrijk Noorwegen aan Zweden zou afstaan in ruil voor Zweeds-Pommeren. Zowel de Noorse als de Pommerse standen maakten hiertegen bezwaar. Op het Congres van Wenen van 1815 werd uiteindelijk geregeld dat Denemarken afzag van Pommeren. Zweden kreeg daartegenover als schadeloosstelling een bedrag van 3,5 miljoen daalders en zo kon Pommeren herenigd worden als provincie Pommeren binnen het koninkrijk Pruisen.